# Dornier Do 25
Die Dornier Do 25 ist ein STOL-Mehrzweckflugzeug, das bei Oficinas Técnicas Dornier in Spanien entstand.

## Geschichte und Konstruktion
Das Flugzeug wurde ab 1950 auf Grund einer Ausschreibung des spanischen Luftfahrtministeriums von den „Oficinas Técnicas Dornier“ in Spanien entwickelt und gebaut. Claude Dornier war wegen des in Deutschland nach dem Zweiten Weltkrieg verbotenen Flugzeugbaus mit einem Stab seiner Konstrukteure nach Spanien gegangen. Das Flugzeug gilt als direkter Vorläufer des erfolgreichen Nachkriegsflugzeuges Dornier Do 27, das dann später in Deutschland mit nur wenigen notwendigen Verbesserungen in Serie gebaut wurde.
Die für gute Langsamflugeigenschaften und kurze Start- und Landestrecken ausgelegte Do 25 war ein Ganzmetall-Schulterdecker mit festem Vorflügel über die gesamte Spannweite und mit Doppelspaltquerruder sowie Auftriebsklappen. Kontur und Abmessungen entsprachen schon der späteren Do 27. Der Bau von zwei Prototypen und einer Bruchzelle für Festigkeitsversuche erfolgte bei CASA in Sevilla (Rumpf, Fahrwerk und Endmontage) und Cádiz (Trag- und Steuerflächen).
Der Prototyp Do 25 P1 flog erstmals am 25. Juni 1954 in Sevilla-Tablada mit einem 150-PS-Motor des Typs Elizalde Tigre G-IV-B und nicht verstellbarer Luftschraube.
Der zweite Prototyp Do 25 P2C flog erstmals am 8. April 1955 mit einem 225 PS leistenden Continental-Motor des Typs O-470-J und einem Zweiblatt-Verstellpropeller mit Constant-Speed-Einrichtung. Mit dieser wesentlich besseren Antriebsleistung konnten die erwarteten Kurzstart- und Landeeigenschaften der Maschine sowie deren Flugleistungen und die hohen Auftriebsbeiwerte der Tragflächen voll nachgewiesen werden.

## Technische Daten
| Kenngröße             | Do 25 P1                                       | Do 25 P2C                                    |
| --------------------- | ---------------------------------------------- | -------------------------------------------- |
| Besatzung             | 2                                              | 2                                            |
| Passagiere            | 2                                              | 2                                            |
| Länge                 | 9,5 m                                          | 9,5 m                                        |
| Spannweite            | 12 m                                           | 12 m                                         |
| Höhe                  | 3,2 m                                          | 3,2 m                                        |
| Gesamtmasse           | 1100 kg                                        | 1350 kg                                      |
| Antrieb               | 1 × Elizalde Tigre G-IV-B, 150 PS (ca. 110 kW) | 1 × Continental O-470-J, 225 PS (ca. 170 kW) |
| Höchstgeschwindigkeit | 205 km/h                                       | 250 km/h                                     |
| normale Reichweite    | 700 km                                         | 700 km                                       |
| Dienstgipfelhöhe      | 4800 m                                         | 6000 m                                       |